# Patrick Lange (chef d'orchestre)
Pour les articles homonymes, voir Patrick Lange et Lange.
Patrick Lange, né le 12 avril 1981 à Roth en Bavière, est un chef d'orchestre allemand.

## Biographie
Patrick Lange se passionne très tôt pour la musique et fait partie dès l'âge de huit ans du chœur aux Regensburger Domspatze sous la houlette du frère aîné du pape, Georg Ratzinger, il a grandi entouré de musique de la Renaissance et du Baroque. À 12 ans, il veut devenir chef d'orchestre et prend ses premiers cours. À 16 ans, il dirige sa première production, une comédie musicale de Stephen Sondheim, au Stadttheater de Ratisbonne.
Après son baccalauréat, il se perfectionne dans les Écoles supérieures de musique de Wurtzbourg et de Zurich. Au bénéfice d'une bourse en 2005, il est nommé assistant de Claudio Abbado à l'Orchestre des jeunes Gustav Mahler, mais aussi à Berlin auprès de l'orchestre philharmonique de Berlin, avec l'Orchestre Mozart de Bologne et du Lucerne Festival Orchestra. En 2007, il dirige le Deutsche Bundesjugendorchester à Hambourg, Berlin, Francfort et Pékin.
À l'opéra, il a dirigé Le Nozze di Figaro de Mozart, Cendrillon de Jules Massenet, L'Enfant et les Sortilèges de Maurice Ravel, La Cenerentola de Gioachino Rossini et Falstaff de Giuseppe Verdi.
En 2008, le jeune chef allemand préside à la destinée de l'orchestre de chambre de Genève. Dès la saison 2008/2009, il est nommé Kapellmeister au Komische Oper de Berlin.
En 2013, il dirige L'Enlèvement au sérail de Mozart à l'opéra de Zurich.

## Récompenses
- 2007 : prix européen de la Culture dans la catégorie Jeune chef d'orchestre de l'année
- 2008 : prix Eugen-Jochum